# 1915年のメジャーリーグベースボール
以下は、メジャーリーグベースボール（MLB）における1915年のできごとを記す。
1915年4月14日に開幕し10月13日に全日程を終え、ナショナルリーグはフィラデルフィア・フィリーズがリーグ初優勝し、アメリカンリーグはボストン・レッドソックス3年ぶり4度目の優勝となった。この年が最後となったフェデラル・リーグはシカゴ・ホエールズが優勝している。
ワールドシリーズはボストン・レッドソックスがフィラデルフィア・フィリーズを4勝1敗で破り3度目のシリーズ制覇となった。
1914年のメジャーリーグベースボール - 1915年のメジャーリーグベースボール - 1916年のメジャーリーグベースボール

## できごと
アメリカン・リーグは、ボストン・レッドソックスが投手陣が充実してルーブ・フォスター(20勝)、アーニー・ショア(19勝)、ダッチ・レナード(14勝)の他に、この年2年目であった投手ベーブ・ルースが18勝を上げて、リーグ優勝を飾った。
一方ナショナル・リーグはエースのグローバー・クリーブランド・アレクサンダー(ピート・アレクサンダー)が絶頂期を迎えて最多勝31勝・最多奪三振241・最優秀防御率1.22で投手三冠を獲得し、打撃は1913年から1919年にかけて本塁打王を6回獲得したギャビー・クラバスがこの年最多本塁打24本、最多打点118を記録して、この投打の両輪の活躍でフィラデルフィア・フィリーズがリーグ優勝した。
そしてワールドシリーズでは、レッドソックスの投手陣にフィリーズの打線は抑え込まれ、4勝1敗でレッドソックスが制覇した。レッドソックスはこの後に1916年、1918年にもリーグ優勝してシリーズ制覇を果たし、1912年もリーグとシリーズ両方を優勝しているので、1910年代はボストン・レッドソックスの黄金時代であった。しかも入団2年目のベーブ・ルースが投手として活躍し始めて、1918年には投手と打者として、そして1919年には打者として大活躍した。しかしそのベーブ・ルースをレッドソックスがヤンキースに金銭トレードした1920年からボストン・レッドソックスの歩みは暗転する。
- この年ナショナルリーグの最下位になったニューヨーク・ジャイアインツのラリー・ドイルは打率.320で首位打者となり、また最多安打189本を記録し、右投げ左打ちの彼にとって最高のシーズンとなった。1911年から1913年までのジャイアンツ3連覇の時は主将としてチームの主軸打者として活躍した。1912年には打率330でリーグMVPにも選ばれた。しかし翌1916年(この年は不調であった)のシーズン終盤になって、ジョン・マグロー監督の思い切ったチーム改造でヘイニー・ジマーマンらとの交換トレードでシカゴ・カブスに移った。2年後にジャイアインツに戻り、1920年に引退した。

### ジェイコブ・ルパート
1910年代半ばからヤンキースのオーナーであったフランク・J・ファレルとウィリアム・スティーブン・デブリーが不仲となり、加えて資金不足からこの年1月に、ジェイコブ・ルパートとキャップ・ヒューストンにヤンキースを売却した。そしてヒューストンが1922年に権利をルパートに売ったので、ここからニューヨーク・ヤンキースはルパートの時代に入った。彼はルパート醸造所の財産の相続人で、ビール会社の経営者で、8年間連邦議員を務めた政治家でもあった。豊富な資金力があったルパートは後に「45万ドルで、際立った才能を持つ選手も無く、さして評価もされていない、おまけに自前の球場すらない孤児の球団を買ったよ」と述懐している。しかしこの優勝経験の無い、専用球場も無いオンボロ球団はカネと意欲を持つオーナーと巡り合った事で、大きく変貌していく。やがてルパートはレッドソックスから大量の主力選手を豊富な資金を使って獲得し、ここからかつては孤児だったベーブ・ルースがスーパーヒーローとなり、リーグ初優勝して自前のヤンキー・スタジアムを建設し、ルパートが予想だにしていなかった快進撃を始める事になる。禁酒法によって本業は大打撃を受けたがレッドソックスのハリー・フレイジーのように選手を売り飛ばすようなことはせず、自身の趣味であった本のコレクションを売ってまでヤンキースに投資した。後にヤンキースのオーナーとなったラリー・マクフェイルやジョージ・スタインブレーナーのような切れ者で個性が強く、監督に直言してすぐにクビにするようなタイプのオーナーでなく、温厚ではあるが人を見る目は確かで、誰に仕事を任せるべきかを心得ていた。オーナーになってすぐにミラー・ハギンスを監督に招き、エド・バローをゼネラルマネージャーに任命して運営を任せ、自らは口を挟むことはしなかった。1930年代になってブランチ・リッキーのカージナルスがファームシステムで成功を収めると、ジョージ・ワイスを見つけて抜擢し、ヤンキースのファームシステムを完璧に構築させた。1939年に死去したが、1945年までは遺産相続人が継続してオーナーとなった。ルパートが招いたハギンス、バロー、ワイスはみな殿堂入りして、その後2013年にジェイコブ・ルパートも殿堂入りした。

### フェデラル・リーグの動き
1915年1月にフェデラル・リーグは、アメリカン・リーグとナショナル・リーグの両リーグを「シャーマン反トラスト法」(独占禁止法)で連邦地裁ケネソー・マウンテン・ランディス判事に訴えた。ランディス判事は1907年にスタンダード石油(ロックフェラー財閥)のリベート問題を扱い2924万ドルの罰金を会社側に言い渡したことで当時全米から注目されていた判事であった。ランディス判事は概してフェデラル・リーグ側を支持していた。そして選手の保有権に関する問題についても何らかの判決を下すと見られていた。しかし肝心のフェデラル・リーグの観客数が増えず、全球団が赤字で1915年のシーズンが終了した後に球団オーナーたちがこれ以上争っても意味がないとする意見が広がり、また10月8日にフェデラル・リーグの有力な支援者でブルックリン・ティップトップスのオーナーだったロバート・ウォードが亡くなったことをきっかけに、リーグの存続に疑問を持ち始めていることを見て取ったランディス判事は、突如訴訟の双方に仲介を働きかけ、アメリカン・ナショナルの両リーグがフェデラル・リーグを吸収できるように和解をすすめた。
その結果、1915年12月15日にシンシナチにアメリカン・ナショナルの両リーグとフェデラル・リーグ、マイナーリーグのインターナショナル・リーグとアメリカン・アソシエーションの代表が集まり、
- ナショナル・リーグはシカゴ・カブスを、アメリカン・リーグはセントルイス・ブラウンズを、それぞれ同じ都市に球団を持つフェデラル・リーグのオーナーに譲渡する。(これはシカゴ・カブスがシカゴ・ホエールズを、セントルイス・ブラウンズがセントルイス・テリアズを吸収合併させて、その球団を元のフェデラル・リーグ側のオーナーに譲渡することである。ただしシカゴはその通りになったが、セントルイス・ブラウンズは譲渡を拒否して、フェデラル・リーグ側のオーナーが訴訟を起こした)
- フェデラル・リーグに走った選手は、全て野球機構の中の球団に元通り復帰させる。(元の球団がアメリカンやナショナルリーグでなく、マイナーのインターナショナル・リーグやアメリカン・アソシエーションの選手はそのリーグの球団に戻す)
- フェデラル・リーグのシカゴ・ホエールズとセントルイス・テリアズ両球団の選手を除く、他の全てのフェデラル・リーグに所属する選手は競売に付される。

などを内容とした協定を結んだ。そしてフェデラル・リーグ側は野球機構や両リーグを相手に起こした訴訟に関してことごとく取り下げた。(ただし前述のセントルイスの譲渡に関する件とボルチモアが「反トラスト法」違反で野球機構に当時90万ドルの損害賠償を要求した件はその後1922年まで続いた)これによって2年間に及ぶフェデラル・リーグ設立に伴う騒動は収まった。
なお一時はフェデラル・リーグ側に有利な姿勢を見せたランディス判事だったが、この時に両リーグがフェデラル・リーグを吸収させて両者の和解を促進させた彼の鮮やかな手腕は、メジャーリーグの役員に深い印象を残した。そしてこのことで、5年後に球界を揺るがすブラックソックス事件が起こった時に、メジャーリーグは彼の手腕に期待して、この大事件の処理を一任することとなる。

### 記録
- 9月11日、フェデラル・リーグのセントルイス・テリアズのエディ・プランクが史上9人目となる通算300勝を達成した。1901年にアスレチックスに入団して14年間に20勝を7回達成していたプランクはこの年にフェデラルリーグに移り、21勝11敗、防御率2.08とチームの期待に応えた。しかしフェデラルリーグの解散に伴い翌1916年セントルイス・ブラウンズに移り、次の1917年限りで引退した。左の横手投げの異色の投手である。
- タイ・カッブが.369で9年連続首位打者となり、盗塁96で盗塁王にもなった。この9年連続首位打者は現在まで破られていないメジャーリーグ記録である。また年間盗塁数96は、その後長くメジャーリーグ最多記録として残り、47年後の1962年にモーリー・ウイルス（ロサンゼルス・ドジャース）が104盗塁の新記録を達成するまで続いた。その後1974年にルー・ブロックが118盗塁、1982年にリッキー・ヘンダースンが130盗塁で最多記録を更新している。

### その他
- 1915年のメジャーリーグ観客動員数　　　　486万4,826人(アメリカンリーグ・ナショナルリーグ合計）　　　　出典：アメリカ・プロ野球史　148P　鈴木武樹　著　　三一書房

## 最終成績

### レギュラーシーズン
| 順 | チーム                           | 勝利 | 敗戦 | 勝率 | G差  |
| -- | -------------------------------- | ---- | ---- | ---- | ---- |
| 1  | ボストン・レッドソックス         | 101  | 50   | .669 | --   |
| 2  | デトロイト・タイガース           | 100  | 54   | .649 | 2.5  |
| 3  | シカゴ・ホワイトソックス         | 93   | 61   | .604 | 9.5  |
| 4  | ワシントン・セネタース           | 85   | 68   | .556 | 17.0 |
| 5  | ニューヨーク・ヤンキース         | 69   | 83   | .454 | 32.5 |
| 6  | セントルイス・ブラウンズ         | 63   | 91   | .409 | 39.5 |
| 7  | クリーブランド・インディアンス   | 57   | 95   | .375 | 44.5 |
| 8  | フィラデルフィア・アスレチックス | 43   | 109  | .283 | 58.5 |

| 順 | チーム                       | 勝利 | 敗戦 | 勝率 | G差  |
| -- | ---------------------------- | ---- | ---- | ---- | ---- |
| 1  | フィラデルフィア・フィリーズ | 90   | 62   | .592 | --   |
| 2  | ボストン・ブレーブス         | 83   | 69   | .546 | 7.0  |
| 3  | ブルックリン・ロビンス       | 80   | 72   | .526 | 10.0 |
| 4  | シカゴ・カブス               | 73   | 80   | .477 | 17.5 |
| 5  | ピッツバーグ・パイレーツ     | 73   | 81   | .474 | 18.0 |
| 6  | セントルイス・カージナルス   | 72   | 81   | .471 | 18.5 |
| 7  | シンシナティ・レッズ         | 71   | 83   | .461 | 20.0 |
| 8  | ニューヨーク・ジャイアンツ   | 69   | 83   | .454 | 21.0 |

### ワールドシリーズ
- フィリーズ 1 - 4 レッドソックス

| 10/ 8 – | レッドソックス | 1 | - | 3 |  | フィリーズ     |
| 10/ 9 – | レッドソックス | 2 | - | 1 |  | フィリーズ     |
| 10/11 – | フィリーズ     | 1 | - | 2 |  | レッドソックス |
| 10/12 – | フィリーズ     | 1 | - | 2 |  | レッドソックス |
| 10/13 – | レッドソックス | 5 | - | 4 |  | フィリーズ     |

## 個人タイトル

### アメリカンリーグ
| 項目   | 選手                     | 記録 |
| ------ | ------------------------ | ---- |
| 打率   | タイ・カッブ (DET)       | .369 |
| 本塁打 | ブラッゴ・ロス (CWS/CLE) | 7    |
| 打点   | サム・クロフォード (DET) | 112  |
| 打点   | ボビー・ヴィーチ (DET)   | 112  |
| 得点   | タイ・カッブ (DET)       | 144  |
| 安打   | タイ・カッブ (DET)       | 208  |
| 盗塁   | タイ・カッブ (DET)       | 96   |

| 項目   | 選手                         | 記録 |
| ------ | ---------------------------- | ---- |
| 勝利   | ウォルター・ジョンソン (WS1) | 27   |
| 敗戦   | ウェルドン・ワイコフ (PHA)   | 22   |
| 防御率 | ジョー・ウッド (BOS)         | 1.49 |
| 奪三振 | ウォルター・ジョンソン (WS1) | 203  |
| 投球回 | ウォルター・ジョンソン (WS1) | 336⅔ |
| セーブ | カール・メイズ (BOS)         | 7    |

### ナショナルリーグ
| 項目   | 選手                     | 記録 |
| ------ | ------------------------ | ---- |
| 打率   | ラリー・ドイル (NYG)     | .320 |
| 本塁打 | ギャビー・クラバス (PHI) | 24   |
| 打点   | ギャビー・クラバス (PHI) | 115  |
| 得点   | ギャビー・クラバス (PHI) | 89   |
| 安打   | ラリー・ドイル (NYG)     | 189  |
| 盗塁   | マックス・キャリー (PIT) | 36   |

| 項目   | 選手                         | 記録 |
| ------ | ---------------------------- | ---- |
| 勝利   | ピート・アレクサンダー (PHI) | 31   |
| 敗戦   | ディック・ルドルフ (BSN)     | 19   |
| 敗戦   | ピート・シュナイダー (CIN)   | 19   |
| 防御率 | ピート・アレクサンダー (PHI) | 1.22 |
| 奪三振 | ピート・アレクサンダー (PHI) | 241  |
| 投球回 | ピート・アレクサンダー (PHI) | 376⅓ |
| セーブ | トム・ヒューズ (BSN)         | 9    |

## フェデラル・リーグ
リーグ戦績・順位
| 順位 | チーム名                       | 試合 | 勝利 | 敗戦 | 勝率 | ゲーム差 |
| ---- | ------------------------------ | ---- | ---- | ---- | ---- | -------- |
| 1    | シカゴ・ホエールズ             | 155  | 86   | 66   | .566 | -        |
| 2    | セントルイス・テリアズ         | 159  | 87   | 67   | .565 | 0.0      |
| 3    | ピッツバーグ・レーベルズ       | 156  | 86   | 67   | .562 | 0.5      |
| 4    | カンザスシティ・パッカーズ     | 153  | 81   | 72   | .529 | 5.5      |
| 5    | ニューアーク・ペパー           | 155  | 80   | 72   | .526 | 6.0      |
| 6    | バッファロー・ブルース         | 153  | 74   | 78   | .487 | 12.0     |
| 7    | ブルックリン・ティップトップス | 153  | 70   | 82   | .461 | 16.0     |
| 8    | ボルチモア・テラピンズ         | 154  | 47   | 107  | .305 | 40.0     |

投手記録
- 最多勝利数：25（ジョージ・マッコーネル）
- 最優秀防御率：1.91（アール・モーズリー）
- 最多奪三振：229（デーブ・ダベンポート）

打撃記録
- 首位打者：.342（ベニー・カウフ）
- 最多安打：184（ジャック・トビン）
- 最多得点：97（ベイブ・ボートン）
- 最多打点：94（ダッチ・ツウィリング）
- 最多本塁打：17（ハル・チェイス）
- 最多盗塁：55（ベニー・カウフ）